# Hans Henrik Blache
Hans Henrik Blache (* 17. September 1874 in Kopenhagen; † 17. März 1952 ebenda) war ein dänischer Maschinenbauingenieur und Erfinder.

## Leben
Hans Henrik Blache war der älteste Sohn des Marinemalers Christian Blache (1838–1920) und dessen Frau Marie Christine, geb. Malling (1838–1919). Er legte 1891 die Aufnahmeprüfung für das Polytechnische Institut ab und beendete 1896 das Studium als Maschinenbauingenieur (cand. polyt.). Nachdem er im Rahmen seiner Wehrpflicht ein Jahr lang in der Maschinenwerkstatt und im Zeichenbüro der Orlogsværftet (Marinewerft) gearbeitet hatte, trat er 1897 eine Stelle als Maschinenkonstrukteur bei A/S Burmeister & Wain (B&W) in Kopenhagen an. 1899–1900 war er als Maschinenkonstrukteur bei der G. Kuhn Maschinen- und Kesselfabrik in Stuttgart beschäftigt, 1900 war er auf Studienreise nach England und zudem kurzzeitig als Konstrukteur bei der Firma Babcock & Wilcox Ltd. in London tätig.
Im Dezember 1900 kehrte Blache zu Burmeister und Wain zurück. 1912 wurde er Oberingenieur und Leiter der Maschinenbauabteilung. Bis zu dieser Zeit hatte er sich hauptsächlich mit Dampfmaschinen und Dampfturbinen beschäftigt. 1912 stellten B&W die „Selandia“ fertig, das weltweit erste hochseetüchtige Motorschiff, das von Verbrennungsmotoren angetrieben wurde. B&W hatten von Rudolf Diesel die Lizenz an dessen patentiertem Dieselmotor für Dänemark erhalten. Für die Maschinenanlage der „Selandia“ war Ivar Knudsen verantwortlich und Blache einer seiner Assistenten. Blache war maßgeblich an den weiteren Arbeiten des Unternehmens zur Konstruktion von Dieselmotoren speziell für den Schiffsgebrauch beteiligt, da diese Arbeiten nach Knudsens Ausscheiden aus der täglichen Leitung der Werft 1919 und dessen Tod im Jahr 1920 unter seiner Leitung weitergeführt wurden. 1917 war er stellvertretender Direktor und 1919 Maschinenbaudirektor und Geschäftsführer. Er verfasste im Laufe der Jahre eine beträchtliche Anzahl Patentschriften.
Bedingt durch die Wirtschaftskrisen in den zwanziger Jahren waren innerhalb der B&W-Organisation Veränderungen notwendig geworden und Blache erhielt um das Jahr 1934 eine besondere, nicht geschäftsführende Funktion. Dies führte letztlich zum Posten eines Beraters bei Harland & Wolff Ltd. in Belfast, den er von Januar 1937 bis Ende 1938 innehatte. Nach seiner Rückkehr nach Dänemark wurde er dort Berater für die Aalborg Værft AS.
Blache war Mitglied im Industrirådet (Industrierat) und 1906–1920 Zensor am Polytechnischen Institut. Von 1915 bis 1936 war er Vorsitzender der Dänischen Gesellschaft der Schiffsingenieure und Schiffsarchitekten (Søfartsteknisk forening) und 1923 Mitglied des Overskibssynet (Schiffsinspektion). Außerdem war er ab 1924 Vorstandsmitglied der Dansk Forening til Beskyttelse af industriel Ejendomsret (Dänischer Verein zum Schutz des gewerblichen Eigentums) und viele Jahre lang Vorsitzender des dänischen Komitees der World Power Conference  (WPC – Welt-Energie-Konferenz).
Blache wurde 1921 mit dem Dannebrogorden (Ridder af Dannebrog) geehrt. Anlässlich der 100-Jahr-Feier des Polytechnischen Instituts im Jahr 1929 wurde Blache mit der Ehrendoktorwürde Dr. techn. hc. gefeiert. 1930 erhielt er die Auszeichnung als Dannebrog-Mann (Dannebrogsmand). 1934 wurde er zum Ritter des schwedischen Nordstern-Orden (Kungliga Nordstjärneorden) ernannt.  Im Mai 1951 wurde Blache auf einer Generalversammlung der britischen Institution of Mechanical Engineers die James-Watt-Medaille (engl. James Watt International Gold Medal) verliehen und sein Name in die Liste der Ehrenmitglieder eingetragen.
“… Es gab keinen, der mit Blaches Autorität und Durchsetzungsvermögen gesegnet war. Eine feine Figur eines Mannes, sein Mut und die Intensität seiner Überzeugungen brachte ihm in einem Jahrzehnt fast ausnahmslos das Vertrauen zögerlicher und kritischer Reeder ein, als an der Zukunft des Motorschiffs gearbeitet wurde.
… Für viele Menschen war es unverständlich, dass er jahrelang sein ganzes Gewicht gegen den Zweitakt-Dieselmotor geworfen hatte, gegen die Aufladung des Viertaktmotors, … als allen Zeitgenossen klar war, dass diese Entwicklungen unvermeidlich waren.” (C. C. Pounder)
Familie
Hans Henrik Blache heiratete am 7. April 1909 in der Kopenhagener Helligånds-Kirche Ingeborg Hein (1887–1974), Tochter des Großhändlers Christian Frederik Hein aus Odense und dessen Frau Caroline Jenny Hasselbach.

## Patentschriften (Auswahl)
- 14026–1910 Ventilsteuerung
- 17876–1913 Kraftstoffventilvorrichtung
- 20524–1915 Umkehrvorrichtung für Viertaktmotoren
- 20828–1915 Vorrichtung für vertikale Kraftstoffventile für Dieselmotoren[7]
- Patent  CH97138A: Kolbenstange für doppeltwirkende Verbrennungsmotoren. Angemeldet am 14. Juni 1921, veröffentlicht am 16. Dezember 1922, Erfinder: Hans Henrik Blache.‌
- Patent  DE505078C: Vorrichtung zur Dämpfung des Rückströmstoßes für Hochdruckbrennstoffpumpen mit Rückströmregelung. Angemeldet am 31. Mai 1929, veröffentlicht am 15. August 1930, Erfinder: Hans Henrik Blache.‌
- Patent  AT84866B: Schabering zum Abschaben von Öl an Innenflächen von Zylindern, Außenflächen von Kolbenstangen o. dgl.. Angemeldet am 8. Juli 1918, veröffentlicht am 25. Juli 1921, Erfinder: Hans Henrik Blache.‌

Die Onlinesuche in der Datenbank des Europäischen Patentamts Espanet ergab 114 Einträge zu Hans Henrik Blache.